# Jan Blomqvist (militär)
Jan Gunnar Blomqvist, född 9 november 1940 i Gamlestads församling i Göteborgs och Bohus län, är en svensk militär.
Blomqvist tog filosofie kandidat-examen vid Göteborgs universitet 1966 och tog reservofficersexamen samma år. Han blev 1967 fänrik på aktiv stat vid Älvsborgs regemente. Han befordrades till löjtnant 1968 och major 1977. År 1982 befordrades han till överstelöjtnant, varpå han 1983 erhöll tjänst som avdelningschef i Försvarsstaben. År 1985 utnämndes han till överstelöjtnant med särskild tjänsteställning, varefter han tjänstgjorde vid Västernorrlands regemente 1986–1987 och var arméattaché vid ambassaden i Bonn 1987–1990. Han befordrades 1990 till överste och var chef för Analysavdelningen i Militära underrättelse- och säkerhetstjänsten 1990–1996, varpå han var militär rådgivare i svenska OSSE-delegationen 1996–2001.
Jan Blomqvist invaldes 1993 som ledamot av Kungliga Krigsvetenskapsakademien.